# Straßenrodeln

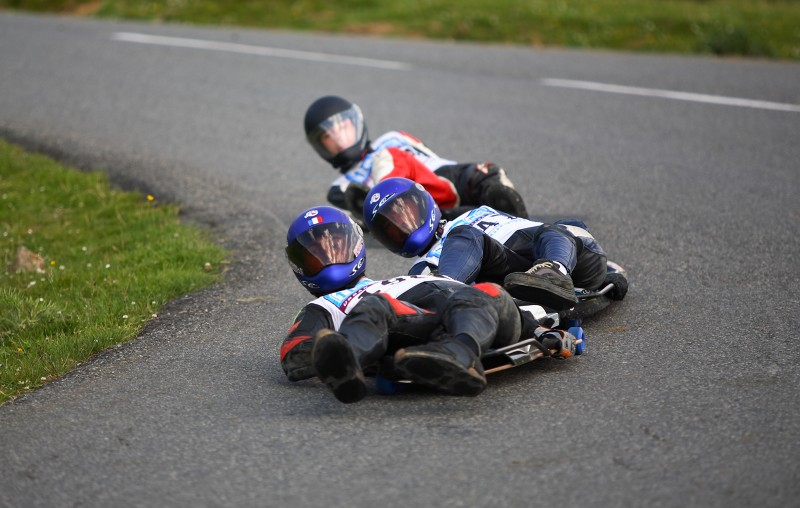
Straßenrodeln

Der Begriff Streetluge (engl.) bzw. Straßenrodeln bezeichnet eine gravitationsgetriebene Extremsportart, bei der der Fahrer auf einem stark modifizierten, oft selbstgebauten, Schlitten liegend, auf zumindest 4 Skateboard-Rollen asphaltierte Straßen hinunter fährt. 
Mit Rennrodeln auf Schnee hat Straßenrodeln die Körperhaltung, das Lenken durch Gewichtsverlagerung, das Bremsen mit entsprechend geschützten Fersen und Händen sowie hohe erzielbare Geschwindigkeit gemein. Der Fahrer liegt mit dem Rücken auf dem möglichst tief gebauten Gerät und streckt die Beine bis zu den Zehen in Fahrtrichtung aus. Mit den Händen hält er sich hüftnah an Holmen. Der Kopf wird geringfügig aufgerichtet, um Sicht knapp über die Bauchseite des Körpers auf die Straße zu erhalten.
Reglementiert wird von der World Speed Gravity Association (WGSA) neben der Körperposition das Tragen einer geschlossenen Schutzkleidung aus Leder oder Kevlar, von Schuhen, Handschuhen und einem Helm, der ein bis über das Kinn reichendes Visier benötigt. Über der Schutzkleidung darf aerodynamische getragen werden. Weiters gilt generell: Es wird mit Hinauslehnen gelenkt, das Chassis ist stabil und weist keine Bremseinrichtungen auf, nichts darf zwischen den Beinen nach vor/oben ragen.
Ein Street Luge (boomed & boomless) rollt auf mindestens 4 (üblich: auch 6 oder 8) lehnungsgelenkten Rädern (typisch: Skateboardachsen mit 2 Walzen) mit Maximaldurchmesser 130 mm. Fahrzeuglänge 120 bis 243 cm, Breite max. 61 cm, Eigenmasse max. 25 kg. Keine Aerodynamikanbauten. Typisch ist eine wannenförmige Liegefläche.
In der Klasse Luge Streamliner sind weitergehend Verkleidungen erlaubt, eine Länge von 366 cm, beliebig große Raddurchmesser.
Ein Classic Luge ist im Wesentlichen ein Skateboard, es darf nur halb so breit (305 mm) sein und aus einem einfachen Deck bestehen und nur genau 4 Räder haben.
Eine möglichst tief liegenden Position des Fahrers ergibt Kippsicherheit bei Querbeschleunigung.
Mit dieser schwerkraftgetriebenen Bewegungsform wurde am 29. September 2008 in Les Éboulements (franz. Geländeabbruch, Bergsturz), Quebec, Kanada bei starkem Gefälle auf der Route du Port mit einer etwa 1 km langen Geraden Cédric Touchette die Guinness-Rekord-Geschwindigkeit von 157,41 km/h erreicht.
Laut WGSA wurden mit keinen anderen rollenden Schwerkraft-Geräten eine so hohe Geschwindigkeit erreicht.
Mit David Dean ("world champion 2005 und 2014") wird an der Ohio State University an der Aerodynamik der Straßenrodel gefeilt. Noch kein Eisrodler (ice luger) hat jemals 100 mph (160,0 km/h) erreicht (Stand 2015). Beim Speedskiing auf 1 km langer Schneebahn wurden 2016 jedoch aufgerundet 255 km/h erzielt.

## Geschichte
Streetluge entstand in Südkalifornien als einige Downhill-Longboarder bemerkten, dass sie höhere Geschwindigkeiten erreichen konnten wenn sie sich auf ihre Boards legten. Heute ist diese Form des Downhills als Buttboarding oder „Classic Luge“ bekannt.
Das erste professionelle Rennen wurde im Jahre 1975 auf dem Signal Hill, Kalifornien von der U.S. Skateboard Association abgehalten. Die Boards variierten vom ganz normalen Skateboard, bis hin zu verschachtelten Renn-Seifenkisten, die den Fahrer komplett mit Kunststoff oder Fiberglas umschlossen. Der Gewinner wurde durch die Höchstgeschwindigkeit ermittelt.
Zu dieser Zeit war der Begriff „Street Luge“ noch nicht geboren, aber Luge (Rennrodeln) beschrieb erstmals die Fahrposition einiger Fahrer. Die meisten Teilnehmer bei diesem Event fuhren stehend. Eine Lücke in den Regeln erlaubte es den Fahrern sich ihre Fahrposition auszuwählen und sich somit auch auf ihre Boards zu legen. Wiederholte Verletzungen bei Fahrern und Zuschauern beendeten schließlich die Rennen am Signal Hill.
Mehrere der Fahrer vom Signal Hill hielten den Sport dadurch am Leben, dass sie weitere Rennen in Südkalifornien organisierten. Durch die 1980er Jahre und Anfang der 1990er wurden die Rennen in Kalifornien weiter abgehalten, durch Organisationen wie der Underground Racers Association (URA), Federation of International Gravity Racing (FIGR) und Road Racers Association for International Luge (RAIL). Die Organisatoren in den 1980er und 1990er Jahren führten eine Menge zusätzlicher Ausrüstungs-, Sicherheits- und Rennregeln ein.
Währenddessen begannen in den frühen 1990er Jahren einige österreichische Skateboarder sich auf dem Rückweg vom Ski-Unterricht in den Alpen auf ihre Skateboards zu setzen. Dies verbreitete sich und führte zu guter Letzt zu einem Classic Style Street Luge Rennen in Österreich. Dabei wurden Boards gefahren, die eher an ein vergrößertes Skateboard als an eine Streetluge, die für gewöhnlich größer, schwerer und mit mehr Achsen und Rollen bestückt sind. Mittlerweile gibt es eine gesunde Streetluge Gemeinschaft in vielen europäischen Ländern.
Mitte der 1990er wurde Streetluge der Welt über ESPNs X Games vorgestellt, ursprünglich wurde der Sport von RAIL gefördert, dann von der International Gravity Sports Association (IGSA). NBC folgte ESPNs Idee und rief die Gravity Games ins Leben, wobei hier der Sport von Extreme Downhill International (EDI) gefördert wurde. Kleinere Veranstaltungen tauchten nun auch in Kanada, Südafrika, Australien, der Schweiz, Deutschland, Schweden und England auf. Die Qualifikationskriterien waren hier jeveils von Event zu Event unterschiedlich und hingen vom jeweiligen Organisator ab.
Nach einem Medienboom Ende der 1990er und Anfang 2000 verloren Extremsportarten wie Streetluge ihren Medienwert. Streetluge verlor dadurch viele wichtige Events, weil die Sponsoren aus blieben. Hierzu gehörten die amerikanischen X Games, Gravity Games, Australian Xtreme Games und letztendlich sogar das Basisevent Hot Heels in Österreich.
Die Präsenz von Streetluge im Internet schwand währenddessen auch zunehmend. Einst große Seiten und Communitys die Fahrer verbanden und zusammenhielten, wie Streetluge.com, Streetluge.net (ehemals LLLV.com) und Lugeaustralia.com, verfallen. So wie es scheint, verschwindet Streetluge seitdem wieder aus der Öffentlichkeit.

## Ausrüstung, Sicherheit und Rennen

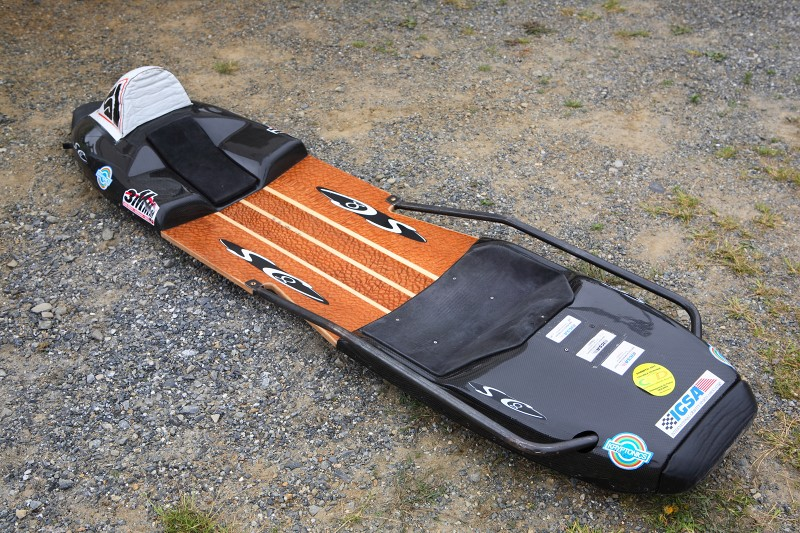
Street luge board

Streetluge-Fahrer fahren auf dem Rücken liegend. Das Aussehen dieser Luges entsprang den Regeln verschiedener leitender Organisationen.
Gleichbleibende Elemente waren:
- 2, 3 oder 4 Achsen die durch Gewichtsverlagerung lenken, wie beim Skateboard
- Das Verbot von mechanischen Bremsen
- Front und Heck Stoßfänger
- Längen-, Breiten- und Höhenlimits (je nach Veranstalter)
- Ein Verbot für Teile, die den Fahrer umschließen oder am Bremsen hindern könnten.

Aktuelle Streetluge-Schlitten werden aus den verschiedensten Materialien hergestellt. Diese sind Stahl, Aluminium, Holz und Carbon. Der Großteil der auf der Welt fahrenden Schlitten sind selbstgebaut, aber es sind mittlerweile auch kommerzielle Modelle erhältlich. Das Aussehen der Schlitten kann sehr variieren, da die Regeln zum Herstellen eines Schlittens sehr offen gehalten sind.
Fahrer, die an organisierten Rennen Teilnehmen wollen, müssen folgende Sicherheitsausrüstung tragen:
- Hartschalenhelm mit Kinnschutz und Visier oder Schutzbrille
- Leder oder Kevlar Anzug
- Leder oder Kevlar Handschuhe
- Bremsschuhe

Normalerweise werden solche Rennen auf Berg und Passstraßen abgehalten, aber teilweise auch in Städten.
Die Streckenlänge kann zwischen 1 und 5 km betragen und sich in ihrer Art (Anzahl und Radius der Kurven)
unterscheiden.
Die Rennen werden in folgenden Formen ausgeführt:
- Einfaches Ausscheiden mit 2, 4 oder 6 Fahrern gleichzeitig
- Doppeltes Ausscheiden mit 2, 4 oder 6 Fahrern gleichzeitig
- Time Trials
- Punktesystem (Punkte für verschiedene Positionen nach mehreren Fahrten)
- Massenstart, mit bis zu 20 Fahrern gleichzeitig (Die Positionen werden durch die Reihenfolge am Zieleinlauf bestimmt)

## Dachverbände
Streetluge wird zurzeit weltweit von mehreren Verbänden geleitet. Jeder dieser Verbände hat seine eigenen Regeln, obwohl sich die Verbände recht ähnlich sind.
- IGSA (International Gravity Sports Association) hat seinen Sitz in Süd-Kalifornien und regelt Events auf der ganzen Welt. Die IGSA war der regelnde Verband für die X Games von 1997 bis 2001.
- GSI (Gravity Sports International) hat seinen Sitz in Loudon New Hampshire und regelt Rennen an der Ostküste der USA. Sie beinhalten mehrere neue Rennklassen, wie Anfänger, Amateur und Junior.

## Bücher und Videos
- Darren Lott: Street Luge Survival Guide (1st ed.) Gravity Publishing, Irvine, Calif. 1998 ISBN 0-9662563-7-9
- John Nichols: Street Luge Austin, Raintree Steck-Vaughn, 2002 ISBN 0-7398-4692-2